# Als ich bei meinen Schafen wacht’

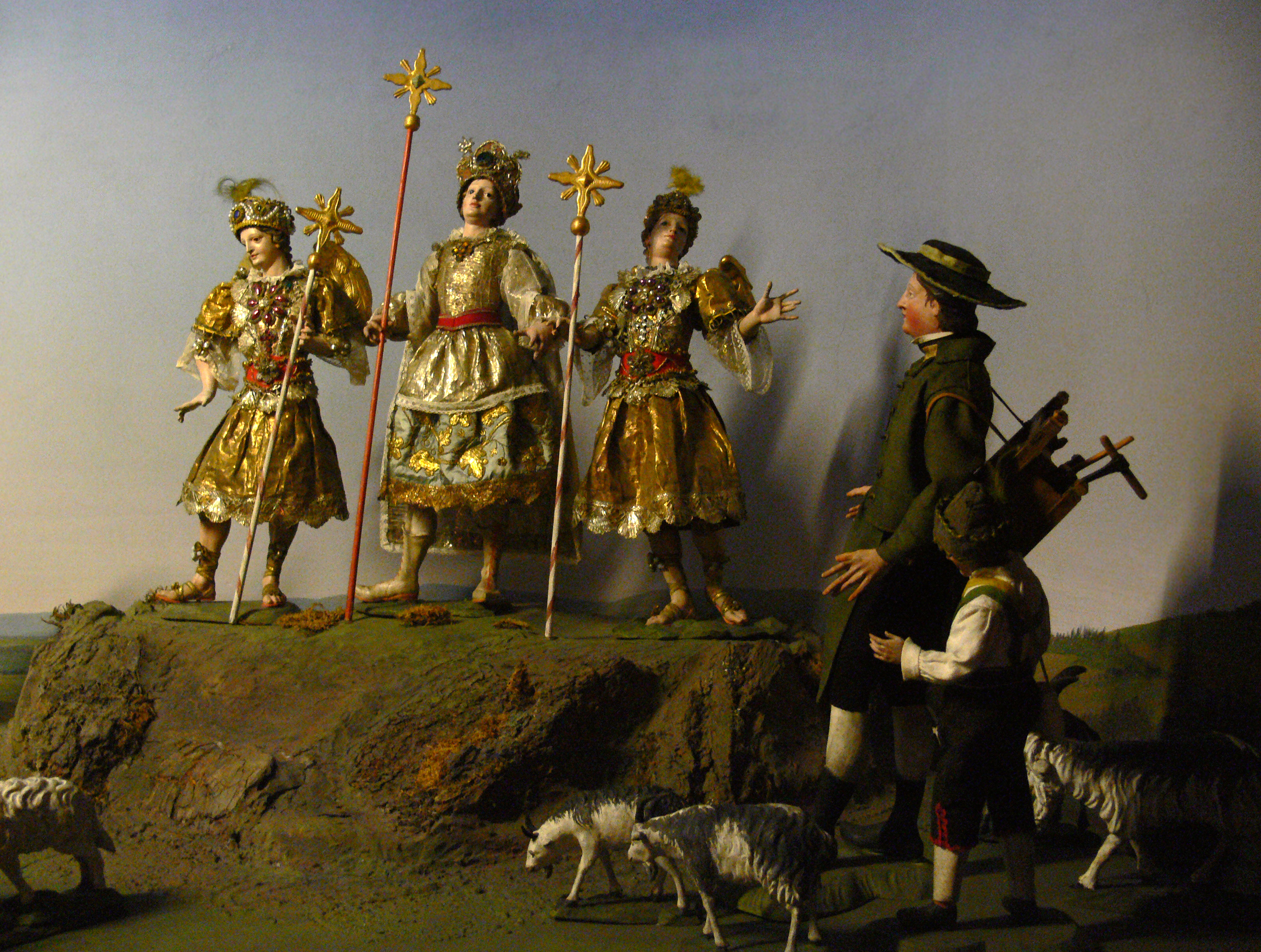
Verkündigung an die Hirten in der ehemaligen Klosterkrippe des Stifts Stams, Krippensammlung des Bayerischen Nationalmuseums

Als ich bei meinen Schafen wacht ist ein deutsches Weihnachtslied über  die Verkündigung an die Hirten (Lk 2,8–14 /).

## Geschichte
Das Lied entstand um 1600. Der Urheber ist unbekannt. 1623 wurde es im Kölner Gesangbuch veröffentlicht.  Es ist damit dem Umfeld des Jesuiten und geistlichen Dichters Friedrich Spee (1591–1635) zuzuordnen, dem von der modernen Forschung der Großteil der anonym überlieferten Lieder aus dieser Sammlung mit hoher Wahrscheinlichkeit zugeschrieben werden.
Die Melodieⓘ ist eine vierfache Folge von Ruf und Echo. Sie folgt damit einer zu Beginn des 17. Jahrhunderts beliebten Form, ist vielleicht auch an den kirchlichen Wechselgesängen orientiert.
In der Weihnachtsgeschichte (1948) von Gunild Keetman (Musik) und Carl Orff (Text) singt ein Hirtenjunge das Lied, seine Gefährten antworten im Echo.
Im englischsprachigen Raum ist das Lied als Echo Hymn bekannt.

## Inhalt
Der Liedtext bezieht sich auf die Verkündigung der Geburt Jesu an die Hirten von Bethlehem, wie sie im Lukasevangelium (2, 8-14) berichtet wird. Ein Hirte erzählt das Erlebte in der Ich-Form. Seine Begegnung mit dem Kind im Stall führt zu einer mystischen Vereinigung mit ihm (Strophen 7–9).
Der Kehrvers ist ein überschwänglicher Freudenruf. Er endet mit dem lateinischen Benedicamus Domino – „Lasst uns preisen den Herrn!“

## Text
| 1. Als ich bei meinen Schafen wacht, Ein Engel mir die Botschaft bracht. Des bin ich froh, bin ich froh, Froh, froh, froh, o, o, o! Benedicamus Domino. Benedicamus Domino. 2. Er sagt’, es soll geboren sein Zu Bethlehem ein Kindelein. Des bin ich froh, bin ich froh, Froh, froh, froh, o, o, o! Benedicamus Domino. Benedicamus Domino. 3. Er sagt’, das Kind läg da im Stall Und soll die Welt erlösen all. Des bin ich froh, bin ich froh, Froh, froh, froh, o, o, o! Benedicamus Domino. Benedicamus Domino. 4. Als ich das Kind im Stall gesehn, Nicht wohl konnt ich von dannen gehn. Des bin ich froh, bin ich froh, Froh, froh, froh, o, o, o! Benedicamus Domino. Benedicamus Domino. 5. Das Kind zu mir sein' Äuglein wandt, Mein Herz gab ich in seine Hand. Des bin ich froh, bin ich froh, Froh, froh, froh, o, o, o! Benedicamus Domino. Benedicamus Domino. | 6. Demütig küsst’ ich seine Füß’, Davon mein Mund ward zuckersüß. Des bin ich froh, bin ich froh, Froh, froh, froh, o, o, o! Benedicamus Domino. Benedicamus Domino. 7. Als ich heimging, das Kind wollt’ mit Und wollt’ von mir abweichen nit. Des bin ich froh, bin ich froh, Froh, froh, froh, o, o, o! Benedicamus Domino. Benedicamus Domino. 8. Das Kind legt’ sich an meine Brust Und macht’ mir da all’ Herzenslust. Des bin ich froh, bin ich froh, Froh, froh, froh, o, o, o! Benedicamus Domino. Benedicamus Domino. 9. Den Schatz muss ich bewahren wohl, So bleibt mein Herz der Freuden voll. Des bin ich froh, bin ich froh, Froh, froh, froh, o, o, o! Benedicamus Domino. Benedicamus Domino. |

## Ökumenische Fassung
Im katholischen Gebet- und Gesangbuch Gotteslob (2013) ist das Lied in einer fünfstrophigen ö-Fassung enthalten (Nr. 246):
| 1. Als ich bei meinen Schafen wacht, ein Engel mir die Botschaft bracht. Des bin ich froh, bin ich froh, froh, froh, froh, froh, froh, froh! Benedicamus Domino! 2. Er sprach: „Der Heiland Jesus Christ zu Betlehem geboren ist!“ Des bin ich froh … | 3. „Das Kindlein liegt in einem Stall und will die Welt erlösen all.“ Des bin ich froh … 4. Als ich zum Stalle trat hinein, in Windeln lag das Kindelein. Des bin ich froh … 5. Das Kind zu mir die Äuglein wandt, mein Herz gab ich in seine Hand. Des bin ich froh … |

## Melodie

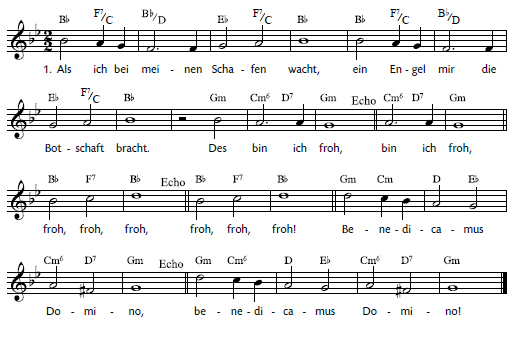
Noten des Liedes